# 4218 Demottoni
4218 Demottoni (1988 BK3) là một tiểu hành tinh vành đai chính được phát hiện ngày 16 tháng 1 năm 1988 bởi Henri Debehogne ở La Silla.